# Stenodryas
Stenodryas is een kevergeslacht uit de familie van de boktorren (Cerambycidae). De wetenschappelijke naam van het geslacht werd voor het eerst geldig gepubliceerd in 1873 door Bates.

## Soorten
Stenodryas omvat de volgende soorten:
- Stenodryas albovittata Holzschuh, 2010
- Stenodryas apicalis (Gahan, 1893)
- Stenodryas atripes (Pic, 1935)
- Stenodryas bicoloripes (Pic, 1922)
- Stenodryas clavigera Bates, 1873
- Stenodryas cylindricollis Gressitt, 1951
- Stenodryas fascipennis Holzschuh, 1984
- Stenodryas filipinus Vives, 2009
- Stenodryas fuscomaculatus Hayashi, 1977
- Stenodryas glabricollis Holzschuh, 1991
- Stenodryas inapicalis (Pic, 1922)
- Stenodryas leucophora Holzschuh, 2010
- Stenodryas modestus (Gahan, 1906)
- Stenodryas nigromaculatus (Gardner, 1942)
- Stenodryas pallidata Holzschuh, 2006
- Stenodryas punctatella Holzschuh, 1999
- Stenodryas rufus (Pic, 1946)
- Stenodryas rugosula Holzschuh, 2003
- Stenodryas suavis Holzschuh, 1998
- Stenodryas torridus Holzschuh, 2011
- Stenodryas unicolor Hüdepohl, 1994
- Stenodryas ventralis (Gahan, 1906)